# Лейнберг, Юхан

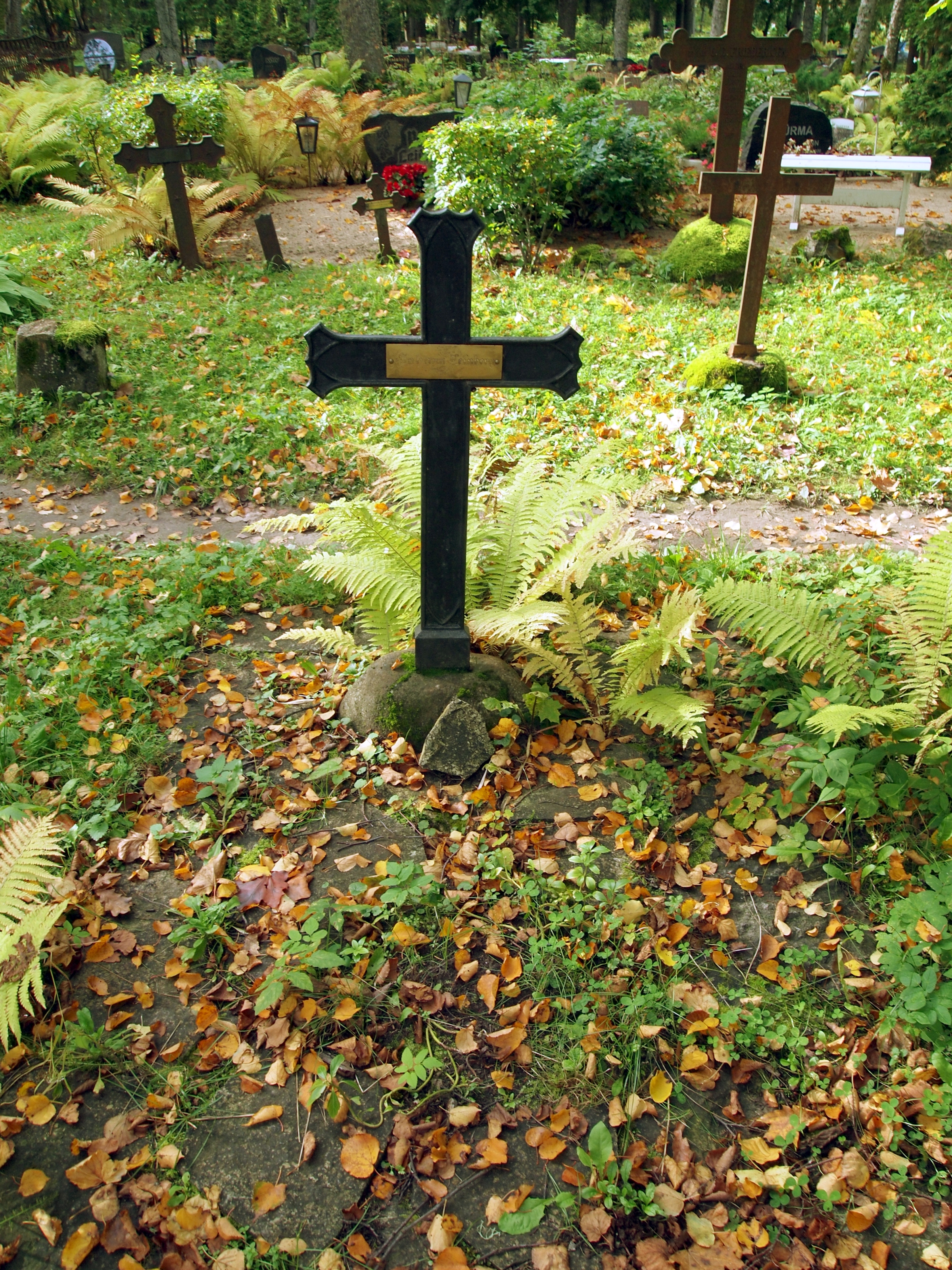
Могила Юхана Лейнберга на кладбище Реопалу в Пайде

Юхан Лейнберг (эст. Juhan Leinberg; 14 (26) сентября 1812 — 16 (28) августа 1885), также известный как пророк Малтсвет (Prohvet Maltsvet) — основатель религиозной секты его имени в Эстонии.
Движение малтсветианцев описывается Эдуардом Вильде (1865—1933) в романе «Пророк Малтсвет» (Prohvet Maltsvet). Опубликованная в 1908 году, эта книга стала третьей книгой трилогии, которая способствовала становлению Вильде как писателя. Как и в других, в книге были переплетены факты и вымысел, но она была основана на письмах, записях и интервью крымских эстонцев.
Финская писательница Айно Каллас написала короткий рассказ под названием «Белый корабль Ласнамяэ» (фин. Lasnamäen valkea laiva), который описывает членов религиозной секты Лейнберга, ждущих белый корабль, который заберёт их в рай, как обещал им Лейнберг.